# Sebastian Jenull

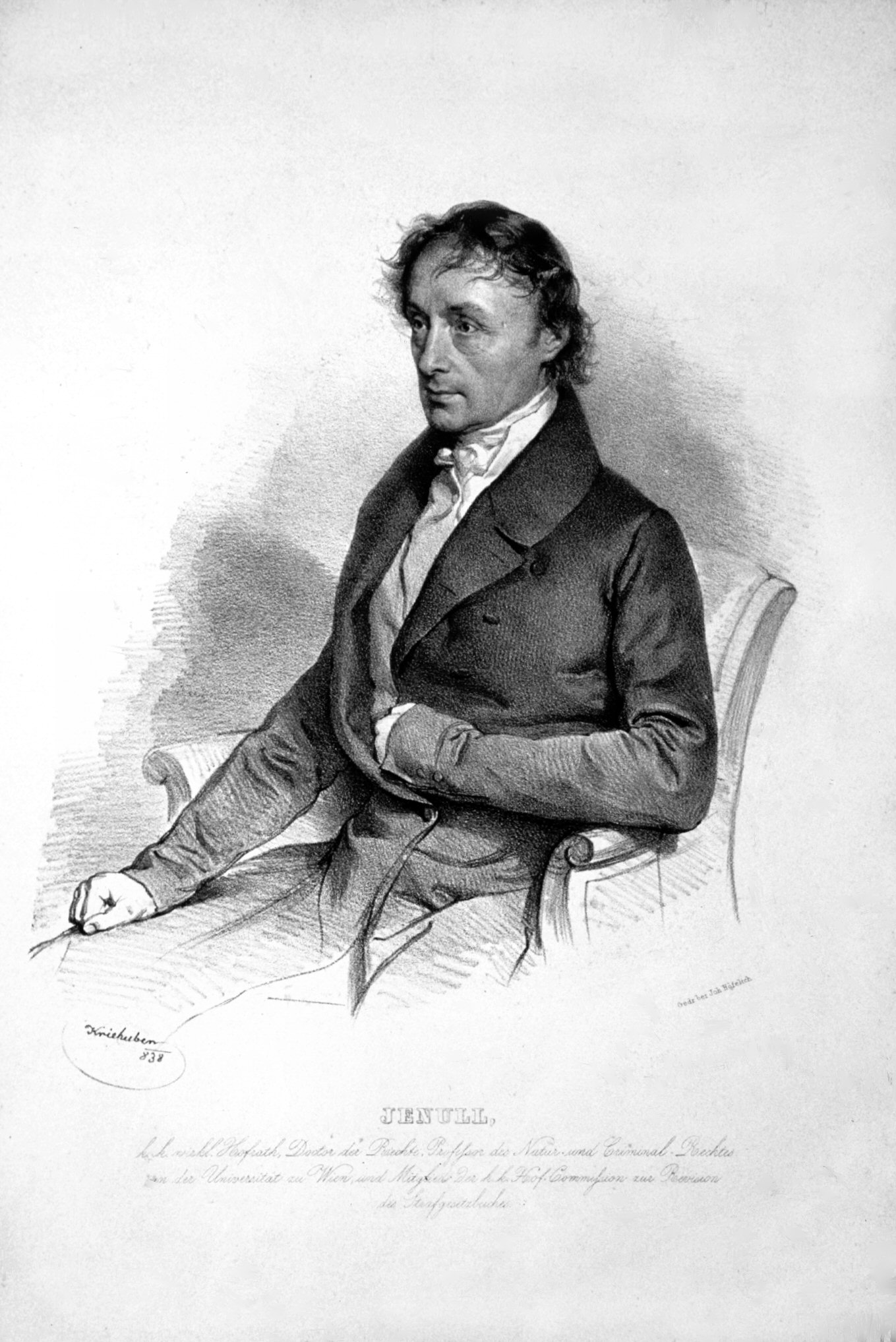
Sebastian Jenull, 1838

Sebastian Jenull (* 21. Januar 1777 in Winklern; † 28. Dezember 1848 in Wien) war ein österreichischer Jurist.

## Leben

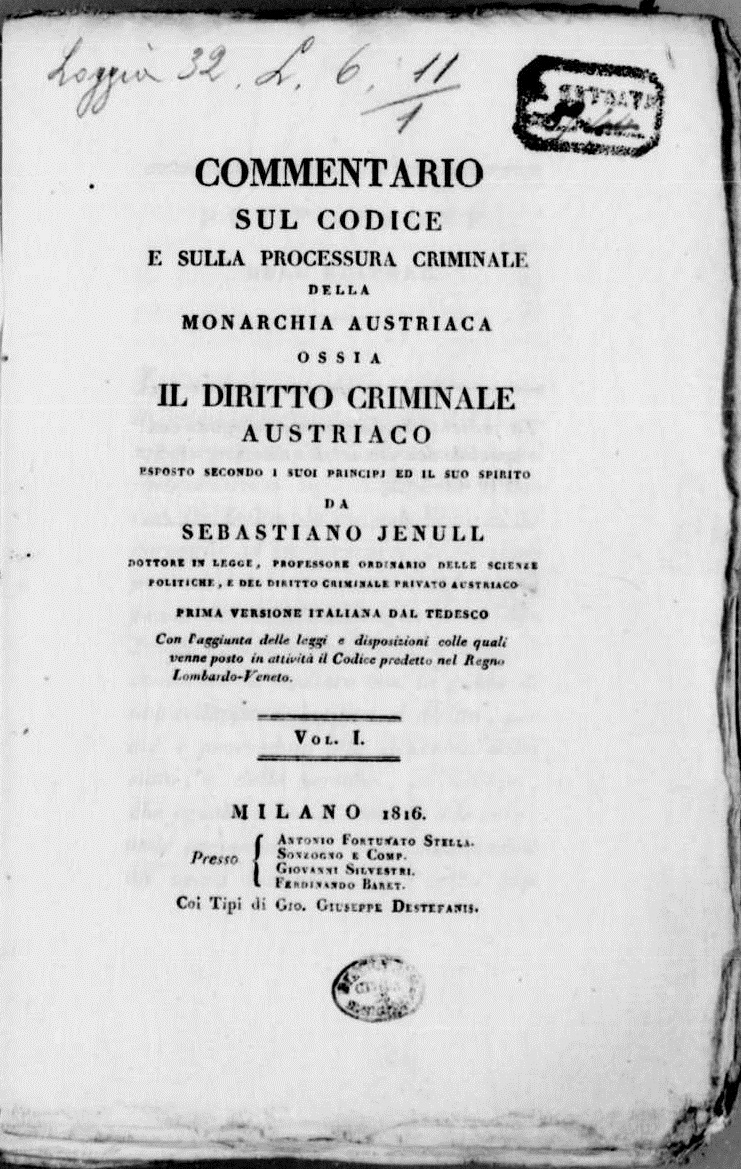
Österreichische Criminalrecht nach seinen Gründen und seinem Geiste dargestellt, 1816

Sebastian Jenull studierte an der Universität Graz zunächst Theologie, wechselte aber bald in die juristische Fakultät, um Rechtswissenschaft zu studieren. 1802 wurde er zum Dr. jur. promoviert. Sein Bruder war der bekannte Jurist und Mitbegründer der Zeitschrift Carinthia Johann Ritter von Jenull.

## Berufliche und wissenschaftliche Laufbahn
Sebastian Jenull wurde am 22. März 1804 unter gleichzeitiger Ernennung zum Professor der politischen Wissenschaften nach Graz berufen. Er sollte dort nach dem gerade erfolgten Inkrafttreten des neuen österreichischen Strafgesetzbuches die notwendig gewordene Überarbeitung des strafrechtlichen Lehrstoffes organisieren und den bisherigen strafrechtlichen Unterricht an die neuen Rechtsvorschriften anpassen und verbessern. Von 1804/05 bekleidete er das Amt des Rektors der Grazer Universität.  Nach der Neugestaltung des staats- und rechtswissenschaftlichen Studiums wurde er 1810 Professor des Natur- und des Österreichischen Kriminalrechtes in Graz.
1829 erhielt er im Zuge der angestrebten weiteren Reform des österreichischen Strafrechts eine Berufung in die k.k. Hofkommission für Justizgesetzessachen nach Wien. 1830 wurde er dann als Professor für Natur-Allgemeines Staats- und Völkerrechts und des Kriminalrechts an die Universität Wien berufen. 1833 wurde er zusätzlich niederösterreichischer Regierungsrat, 1837 Hofrat, 1842 trat er in den Ruhestand. 
Im Revolutionsjahr 1848 kehrte er in den aktiven Dienst zurück und wurde wieder Professor und außerdem auch noch zum Rektor der Universität Wien gewählt. Er fühlte sich jedoch nicht mehr in der Lage, den Anforderung an das Amt in dieser turbulenten Zeit zu genügen. Deshalb beantragte und erhielt er im Mai 1848 einen halbjährigen Urlaub, aus dem er nicht mehr ins Amt zurückkehrte. Er trat am 16. Dezember 1848 endgültig in den Ruhestand und starb kurz darauf am 28. Dezember 1848.